# Klosterneuburg
Klosterneuburg ist mit 28.152 Einwohnern (Stand: 1. Jänner 2025) die drittgrößte Stadt in Niederösterreich. Gelegen zwischen Donau und Wienerwald gehört die Stadt als Teil des Wiener Umlands zum Bezirk Tulln. Bekannt ist der Ort durch das gleichnamige Stift Klosterneuburg.

## Geographie
Klosterneuburg liegt am rechten Ufer an der Donau, die hier in einer Rechtskurve anfangs nach Osten und später nach Süden fließt, und unmittelbar nördlich von Wien, von dem es durch den Kahlenberg und den Leopoldsberg getrennt ist. Von der Schwesterstadt Korneuburg am linken Ufer ist sie seit dem späten Mittelalter durch die Donau getrennt. Ein Teil des Gemeindegebietes ist als Naturpark Eichenhain unter Schutz gestellt. Südlich und westlich des Hauptortes hat die Gemeinde Anteil am Wienerwald. Hier, im äußersten Süden des Gemeindegebietes, befindet sich der Exelberg, mit 516 m ü. A. höchster Punkt der Stadt. Der tiefste Punkt mit 161 m liegt in der Schüttau am Abfluss der Donau Richtung Wien. Im Osten zählt auch der Flusslauf der Donau zum Gemeindegebiet, da die Gemeindegrenze am linken Flussufer verläuft. Weiters liegen – durch die Regulierung der Donau – linksufrig kleine Streifen und ein nördlichstes Stück der Donauinsel inklusive des Einlaufbauwerks innerhalb der Gemeindegrenzen.

## Gemeindegliederung
Das Gemeindegebiet umfasst sieben Ortschaften (in Klammern Einwohnerzahl Stand 1. Jänner 2025):
- Höflein an der Donau (820)
- Kierling (3148)
- Klosterneuburg (16.394)
- Kritzendorf (2595)
- Maria Gugging (1375)
- Weidling (3295)
- Weidlingbach (525)

Die Gemeinde besteht aus sieben Katastralgemeinden (Fläche Stand 31. Dezember 2023):
- Gugging (450,68 ha)
- Höflein an der Donau (390,97 ha)
- Kierling (1.144,4 ha)
- Klosterneuburg (1.405,78 ha)
- Kritzendorf (1.066,56 ha)
- Weidling (1.453,48 ha)
- Weidlingbach (1.712,69 ha)

## Geschichte

### Jungsteinzeit
Die frühesten Spuren menschlicher Ansiedlung in Klosterneuburg reichen bis in das Neolithikum zurück. Unterirdische historische Anlagen unter dem Stadtkern werden bis in die Jungsteinzeit bzw. Römerzeit datiert.

### Antike
Eine erste Siedlungskontinuität entwickelte sich erst ab der Mitte des ersten Jahrhunderts nach Christus mit der Errichtung eines römischen Militärlagers für Auxiliartruppen, dem westlichsten der Provinz Pannonien. Zahlreiche archäologische Grabungen legen Zeugnis ab über das Leben der Römer und die Besiedlung des Platzes bis ins 5. Jahrhundert; für den Namen dieses Kastells wurden in der Vergangenheit mehrere Theorien entwickelt, nach jüngsten Erkenntnissen war dieser „Arrianis“.

### Mittelalter
Nach der endgültigen Eroberung des Awarenreiches durch den fränkischen Kaiser Karl den Großen entstand im Omundesdorf des Bairischen Ostlandes, bei dem es sich möglicherweise um das heutige Klosterneuburg handeln könnte, ein Herrenhof mit einer Martinskirche.
Eine nachweisbare Besiedlung des Hochplateaus setzte erst wieder im 11. Jahrhundert ein.
Die älteste erhaltene schriftliche Erwähnung als „Nivvenburc“ (Neuenburg) stammt von 1108. Sie findet sich im Traditionsbuch des Stiftes Klosterneuburg.

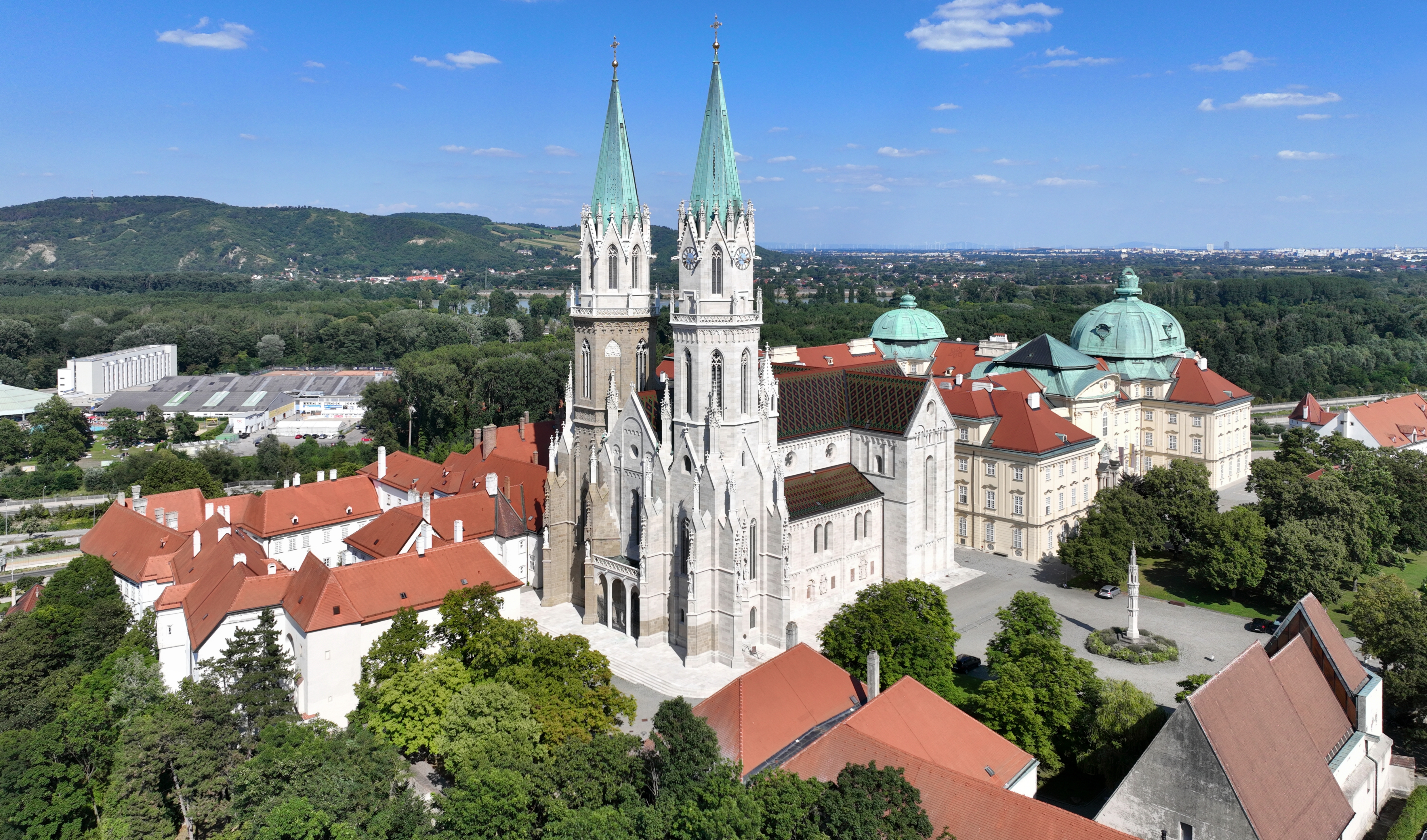
Stiftskirche: am 12. Juni 1114 Grundsteinlegung und am 29. September 1136 geweiht

Große Bedeutung erlangte die Stadt um 1113, als sich Markgraf Leopold III. und Agnes von Waiblingen hier eine ansehnliche Residenzstadt schufen. Sie errichteten am Rande der Oberen Stadt eine neue Residenz, die in Anlage und Ausmaß der standesgemäßen Stellung von Reichsfürsten entsprach. Agnes und Leopold stifteten hier das Stift Klosterneuburg, der Grundstein für eine neue monumentale Stiftskirche wurde im Jahr 1114 gelegt. Die Kirche war ursprünglich ein Kollegium für weltliche Kanoniker und wurde erst 1133 in ein Augustiner-Chorherrenstift umgewandelt. Neuburg bekam damals schon jene Ausdehnung, die sie durch Jahrhunderte beibehielt. Die Donau bedeutete für die Bewohner dieser Siedlung eine große Bedrohung, war aber auch zugleich ihr Lebensnerv, da auf dem Wasserweg ein Großteil der Handelsgüter befördert wurde. Die häufigen Überschwemmungen drängten die Bewohner jenseits der Donau immer mehr landeinwärts, sodass zu Beginn des 13. Jahrhunderts sich die beiden Stadtteile zu Neuburg klosterhalben (Klosterneuburg) und Neuburg markthalben (Korneuburg) auseinanderentwickelt hatten. Diese natürliche Teilung brachte für die Bewohner große Schwierigkeiten, die auch Albrecht I., der sich 1288 in Neuburg eine neue Burg als Residenz errichten ließ, nicht verborgen blieben. 1298 trennte Albrecht I. die beiden Stadthälften und verlieh Neuburg klosterhalben, dem eigentlich älteren Siedlungskern, ein neues Stadtrecht.
Im Rahmen der Nachfolgekämpfe zwischen dem ungarischen König Matthias Corvinus und Kaiser Friedrich III. um das Königreich Böhmen eroberte im April 1483 der ungarische Heerführer Tobias von Černahora die Stadt, woraufhin Friedrich III. Wien verließ und sich ins sichere Wiener Neustadt zurückzog. Zehn Tage später, am 5. Mai, erhielt Klosterneuburg als erste der eroberten österreichischen Städte die Bestätigung ihrer Privilegien.
Die schlecht umwehrte und daher schwer zu verteidigende Untere Stadt (heutiger Stadtplatz und Martinsviertel) musste immer wieder den feindlichen Belagerungen preisgegeben werden. Sie wurde mehrmals geplündert und zerstört, während sich die Bevölkerung in den Schutz der stark befestigten Oberen Stadt begab. So vor allem während der Türkenbelagerungen von 1529 und 1683. Dass die Stadt 1683 trotz ihrer schwachen Kräfte bis zuletzt durchhalten konnte und somit einen wichtigen Flankenschutz beim Anmarsch der verbündeten Christenheere zum Entsatz von Wien bilden konnte, war in erster Linie das Verdienst zweier Chorherren und der starken Solidarisierung zwischen Stift und Stadt.

### Neuzeit

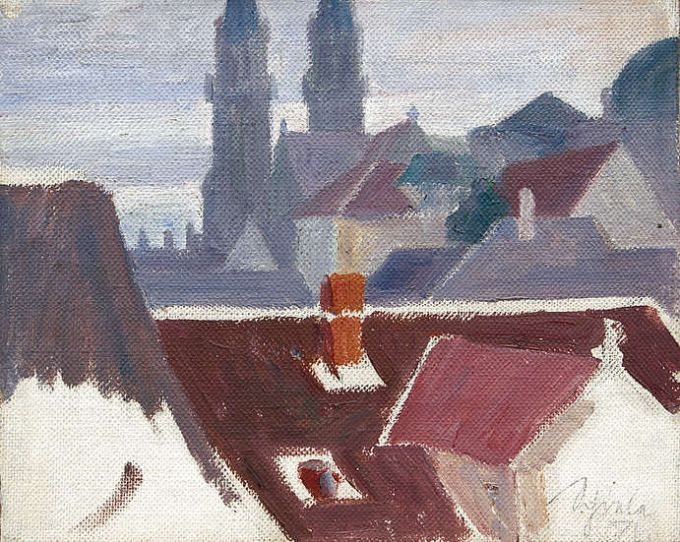
„Klosterneuburg.“ Egon Schiele (1907)

1763 gründete Wilhelm Rudolph Freiherr von Ripke die Schiffswerft Klosterneuburg, welche die erste österreichische Werft überhaupt war. Im 18. Jahrhundert wollte Kaiser Karl VI. das Stift Klosterneuburg zu einem österreichischen Escorial, d. h. zu einer herrschaftlichen Klosterresidenz, umbauen. Nach dem Tod Karls VI. geriet das Projekt jedoch ins Stocken und wurde in den folgenden Jahrzehnten immer schleppender bearbeitet, bis es 1842 nicht mehr weitergeführt wurde. Nur einer von insgesamt vier geplanten Innenhöfen und nur zwei von neun Kuppeln wurden fertig. Letztere sind von weitem zu sehen und präsentieren die Reichskrone und den österreichischen Erzherzogshut, die die Herrschaftstitel des Hauses Habsburg symbolisieren.
In den Jahren 1805 und 1809 wurde die Stadt von französischen Truppen besetzt, am 20. Dezember 1805 weilte Napoleon I. kurz im Stift Klosterneuburg.
In der Mitte des 19. Jahrhunderts war Klosterneuburg ein noch in sich abgeschlossenes Weinhauerstädtchen mit knapp 5.000 Einwohnern. Mit dem Ausbau der Verkehrsverbindungen nach Wien wählten viele Wiener Beamte und Arbeiter Klosterneuburg als neues Wohndomizil. Von 1908 bis 1919 verkehrte außerdem der Elektrische Oberleitungs-Automobil-Betrieb der Gemeinde Weidling, einer der ersten Oberleitungsbusse Österreichs, zwischen dem Bahnhof Klosterneuburg-Weidling und dem Ort Weidling. In den 1930er Jahren zählte Klosterneuburg bereits über 15.000 Einwohner.
1924 kam es zu einem Straßenkampf zwischen nationalsozialistischen Provokateuren und sozialdemokratischen Arbeitern, die ein Sportfest veranstalteten, bei dem Schüsse fielen.

### Zeit des Nationalsozialismus
Mit dem „Anschluss“ an das Deutsche Reich 1938 verlor nicht nur Österreich seine Unabhängigkeit, auch Klosterneuburg büßte seine Selbständigkeit ein. Die Stadt wurde am 15. Oktober 1938 Groß-Wien eingegliedert und bildete mit den Orten Gugging, Kierling, Höflein an der Donau, Kritzendorf, Weidling und Weidlingbach den 26. Wiener Gemeindebezirk.

### Zweite Republik
Im Juli 1946 wurde vom Nationalrat die Rückgliederung Klosterneuburgs und weiterer 79 Gemeinden nach Niederösterreich beschlossen. Der Alliierte Rat verweigerte diesem Gesetz jedoch jahrelang seine Zustimmung, sodass die Rückgliederung erst mit 1. September 1954 vollzogen werden konnte. Die gesamten Gebietsteile der vor dem 15. Oktober 1938 ehemals selbständigen Gemeinden Gugging, Kierling, Höflein, Kritzendorf, Weidling und Weidlingbach wurden der wiedererrichteten Stadtgemeinde Klosterneuburg eingegliedert. Damit wurde Klosterneuburg zur (heute) drittgrößten Stadt Niederösterreichs.
Mit der Rückgliederung wurde Klosterneuburg Teil des Bezirks Wien-Umgebung (WU), von 1991 bis zu dessen Auflösung mit 31. Dezember 2016 war es Sitz der Bezirkshauptmannschaft.
Das Vorhaben der Auflösung des Bezirks WU wurde im September 2015 bekannt. Klosterneuburg ist seit 1. Jänner 2017 Teil des Bezirks Tulln, wie dies schon bis 1938 der Fall war. Da dies aber umstritten war, wurden weitere Möglichkeiten, wie die Erlangung eines eigenen Stadtstatuts oder die Eingemeindung zu Wien als weitere Optionen diskutiert. Am 1. Juli 2016 wurde vom Gemeinderat eine Eingliederung in den Bezirk Tulln beschlossen, unter der Bedingung, dass Klosterneuburg eine eigene Außenstelle der Bezirkshauptmannschaft erhält. Diese Außenstelle befindet sich seit 1. Jänner 2017 im Gebäude der ehemaligen Bezirkshauptmannschaft in der Leopoldstraße.
Per Gemeinderatsbeschluss von Dezember 2017 gefordert, im Dezember 2019 vom Verkehrsministerium bewilligt, wird seit April 2020 neuen Kfz-Zulassungen das neue Kennzeichen „KG“ für Klosterneuburg zugeteilt, bisherigen (WU und TU) auf Antrag. Begründet wird die Einführung mit der Vereinfachung der Überwachung für Parkraumbewirtschaftung mit Privilegien für Gemeindebewohner.

## Bevölkerung

### Bevölkerungsentwicklung
| Klosterneuburg: Einwohnerzahlen von 1869 bis 2025   | Klosterneuburg: Einwohnerzahlen von 1869 bis 2025 | Klosterneuburg: Einwohnerzahlen von 1869 bis 2025 | Klosterneuburg: Einwohnerzahlen von 1869 bis 2025 | Klosterneuburg: Einwohnerzahlen von 1869 bis 2025 |
| --------------------------------------------------- | ------------------------------------------------- | ------------------------------------------------- | ------------------------------------------------- | ------------------------------------------------- |
| Jahr                                                |                                                   |                                                   |                                                   | Einwohner                                         |
| 1869                                                | 1869                                              |                                                   | 9.429                                             | 9.429                                             |
| 1880                                                | 1880                                              |                                                   | 10.987                                            | 10.987                                            |
| 1890                                                | 1890                                              |                                                   | 13.435                                            | 13.435                                            |
| 1900                                                | 1900                                              |                                                   | 17.231                                            | 17.231                                            |
| 1910                                                | 1910                                              |                                                   | 22.013                                            | 22.013                                            |
| 1923                                                | 1923                                              |                                                   | 21.578                                            | 21.578                                            |
| 1934                                                | 1934                                              |                                                   | 24.061                                            | 24.061                                            |
| 1939                                                | 1939                                              |                                                   | 25.069                                            | 25.069                                            |
| 1951                                                | 1951                                              |                                                   | 23.320                                            | 23.320                                            |
| 1961                                                | 1961                                              |                                                   | 22.787                                            | 22.787                                            |
| 1971                                                | 1971                                              |                                                   | 22.029                                            | 22.029                                            |
| 1981                                                | 1981                                              |                                                   | 22.975                                            | 22.975                                            |
| 1991                                                | 1991                                              |                                                   | 24.442                                            | 24.442                                            |
| 2001                                                | 2001                                              |                                                   | 24.797                                            | 24.797                                            |
| 2011                                                | 2011                                              |                                                   | 25.828                                            | 25.828                                            |
| 2021                                                | 2021                                              |                                                   | 27.560                                            | 27.560                                            |
| 2025                                                | 2025                                              |                                                   | 28.152                                            | 28.152                                            |
| Quelle(n): Statistik Austria, Gebietsstand 1.1.2021 |                                                   |                                                   |                                                   |                                                   |

Nach St. Pölten und Wiener Neustadt ist Klosterneuburg drittgrößte Stadt Niederösterreichs. In der Liste der Städte in Österreich liegt Klosterneuburg 2016 an sechzehnter Stelle.

### Bevölkerungsstruktur
Die 15- bis 60-jährigen bilden mit 58,6 % die größte Bevölkerungsgruppe in Klosterneuburg. Es gibt 25,7 % über 60- sowie 15,7 % unter 15-Jährige. Damit liegt Klosterneuburg nahe dem österreichischen Durchschnitt. Klosterneuburgs Frauenanteil von 58,2 % ist um 6,8 % höher als der österreichische Durchschnitt.

### Herkunft und Sprache
Der Anteil von Klosterneuburgern mit ausländischer Staatsbürgerschaft lag 2001 bei 8,4 %. Davon waren 2,6 % aus den EU 15 und der Rest aus dem übrigen Ausland. Diese kommen aus:
- Serbien und Montenegro 1,7 %
- Deutschland 1,4 %
- Türkei 0,5 %
- Bosnien-Herzegowina 0,4 %
- Kroatien 0,2 %
- sonstige EU (15)-Bürger 1,2 %
- sonstige Ausländer 3,0 %

### Religion
Mit 66,4 % ist die römisch-katholische Konfession die am stärksten vertretene Religionsgemeinschaft in Klosterneuburg. Es gibt in der Stadt acht römisch-katholische Pfarren, die das Dekanat Klosterneuburg bilden. Menschen ohne religiöses Bekenntnis nehmen mit 17,2 % den zweiten Platz ein. Es gibt 7,6 % Einwohner evangelischen Glaubens. Außerdem je 1,9 % orthodoxen und islamischen Glaubens. Die kleinste religiöse Gruppe sind Klosterneuburger israelitischen Glaubens mit 0,2 %. 4,9 % sind Anhänger sonstiger oder unbekannter Glaubensrichtungen.

## Kultur und Sehenswürdigkeiten

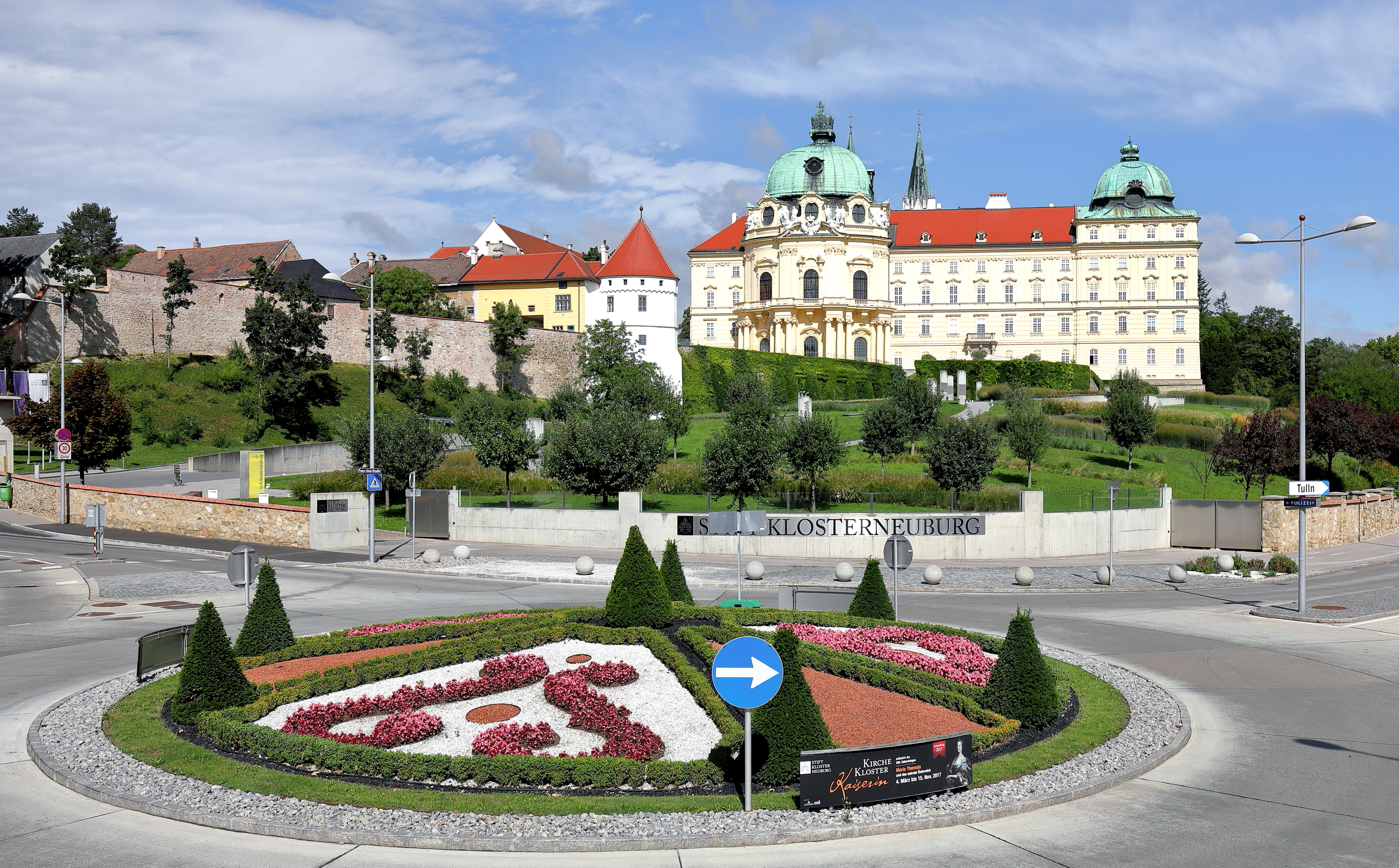
Kaisertrakt des Stiftes und links die Stadtmauer mit dem Sattlerturm

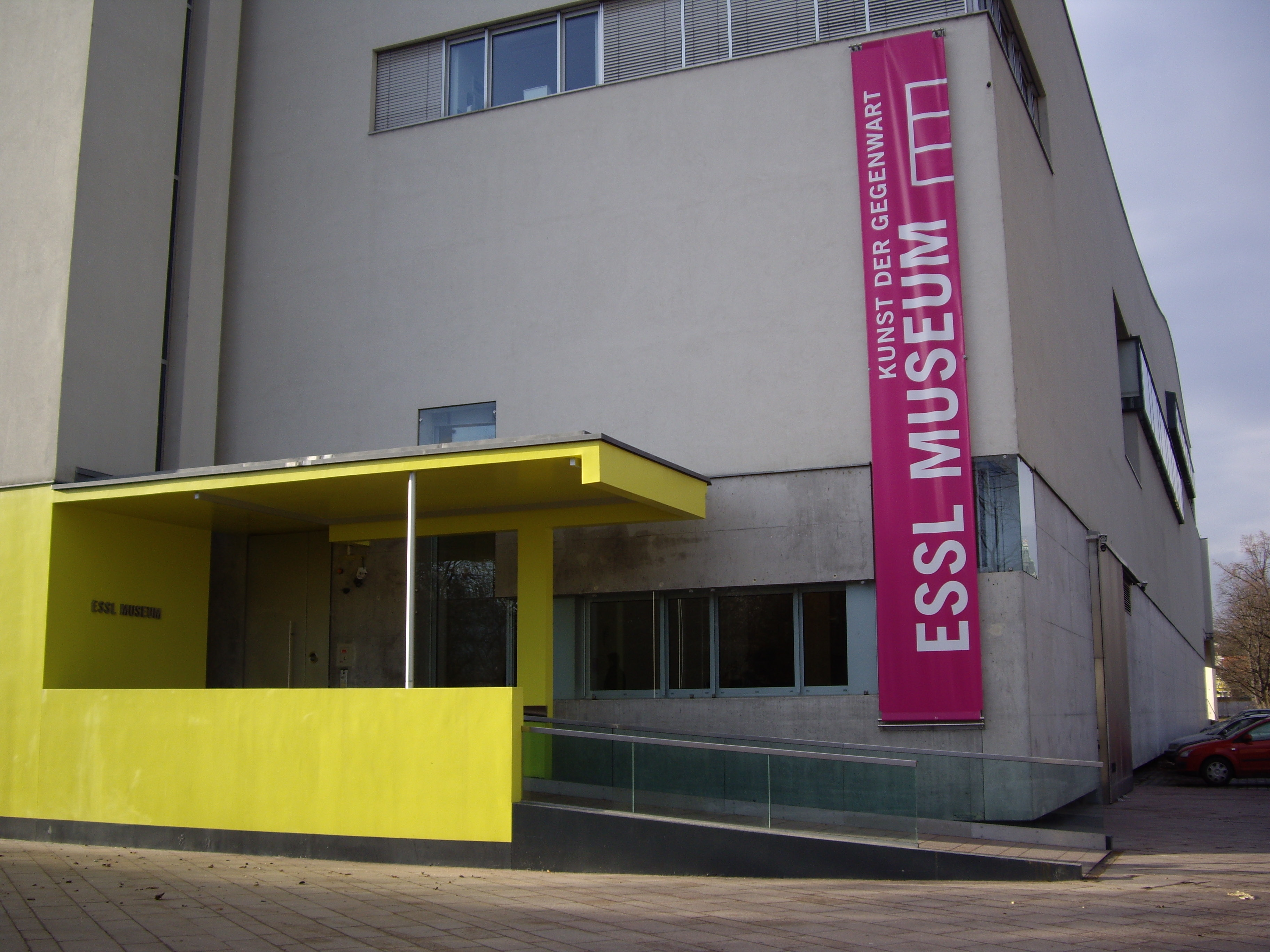
Essl-Museum

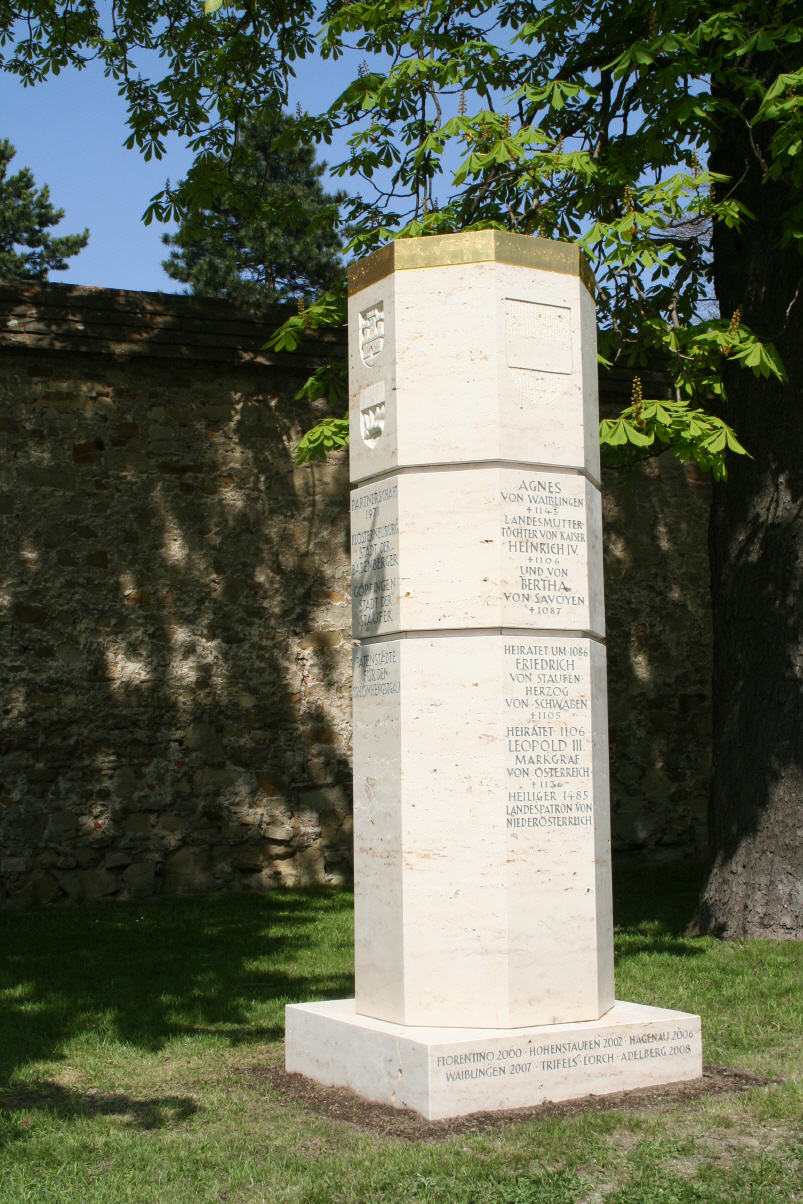
Stauferstele auf dem Hohenstaufenplatz

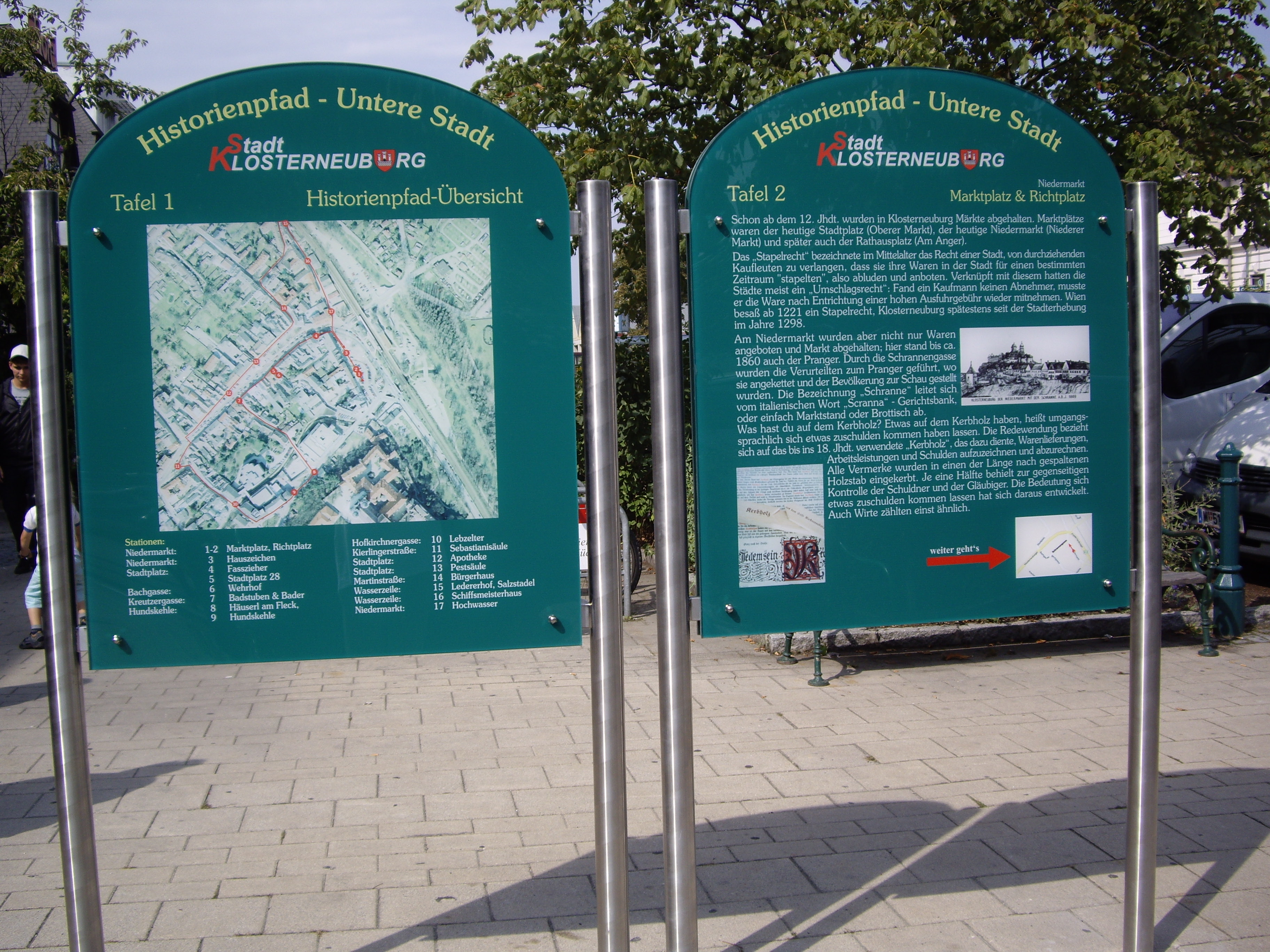
Historienpfad Klosterneuburg

- Stift Klosterneuburg, besonders der Verduner Altar aus dem Jahr 1181.
- Essl Museum: Museum für Gegenwartskunst, beinhaltet die bedeutendste österreichische Privatsammlung (österreichische und internationale Kunst nach 1945 und klassische Moderne), 1999 eröffnet, Ausstellungsbetrieb 2016 eingestellt, Architekt Heinz Tesar
- Museum der Künstler von Gugging: Art/Brut Center
- Mährisch-Schlesisches Heimatmuseum, in der Rostockvilla, seit 1973
- Pfarrkirche St. Martin, ein geschichtsträchtiges, gotisches Bauwerk mit archäologischer Gedenkstätte
- Evangelische Kirche, erbaut 1995 (Architekt Heinz Tesar), zeitgenössisch architektonisch bedeutender Sakralbau
- Babenbergerhalle: Veranstaltungshalle
- Tutzsäule
- Wienerwald-Heldendenkmal, ein Kriegerdenkmal nahe dem Wiener Hameau auf dem Gemeindegebiet von Weidlingbach
- Stauferstele südwestlich des Stifts auf dem Hohenstaufenplatz in der Albrechtsbergergasse, die am 17. April 2009 von der Kreissparkasse der Partnerstadt Göppingen gestiftet wurde[14]

### Auradau Festival (2008, 2009)
Das zwei Tage andauernde Festival startete am 8. August 2008 im Aupark Klosterneuburg. Es wurde von der Gemeinde Klosterneuburg ins Leben gerufen. Das Auradau fand zwei Jahre in Folge statt. Headliner des ersten Auradau Festivals waren Krautschädl, Ja, Panik, Rentokill und Milk+. Das zweite Auradau Festival fand am 3. Juli 2009 im Strombauamt in Greifenstein statt. Hier waren die Headliner No Head on My Shoulders und Bankrupt. Ein drittes Auradau Festival war zwar in Planung, wurde aber wegen mangelnden Interesses und mangelnder Sponsoren nicht durchgeführt.

### Kulinarisches
Klosterneuburg ist seit alters her auch ein bekanntes Zentrum des Weinanbaus. Hierauf weisen auch viele Buschenschanken (Heuriger) in der Umgebung des Ortes, eine Art der Straußwirtschaft.

## Wirtschaft und Infrastruktur
- 670 Handels-, Gewerbe- und Industriebetriebe, davon
  - 600 Kleinbetriebe (1–3 Dienstnehmer)
  - 60 Mittelbetriebe (max. 10 Dienstnehmer)
  - 10 Betriebe mit je über 50 Dienstnehmern
- 149 Landwirtschaftliche Betriebe
- 39 Buschenschanken

Beschäftigungsstand: 620 Selbständige. 12.600 unselbständig Erwerbstätige.

### Umweltbundesamt
Am 24. Oktober 2017 unterzeichneten Umweltminister Andrä Rupprechter, Landeshauptfrau Johanna Mikl-Leitner und der Bürgermeister von Klosterneuburg, Stefan Schmuckenschlager eine Grundsatzerklärung, wonach das Umweltbundesamt mit rund 520 Mitarbeitern nach Klosterneuburg übersiedelt werden soll. Der Umzug sollte 46,5 Millionen Euro kosten, wurde seitens der Gemeinde jedoch 2023 abgesagt.

### Fremdenverkehr
- 10 gewerbliche Beherbergungsbetriebe: 336 Betten
- 27 private Beherbergungsbetriebe: 165 Betten
- Jugendherberge: 60 Betten
- Campingplatz: 140 Stellplätze, 50 Zeltplätze
- zwei Wochenendhaussiedlungen in Klosterneuburg, namentlich Augebiet und Strandbad, in Kritzendorf die Siedlungen Augebiet und Kritzendorf-Strombadsiedlung

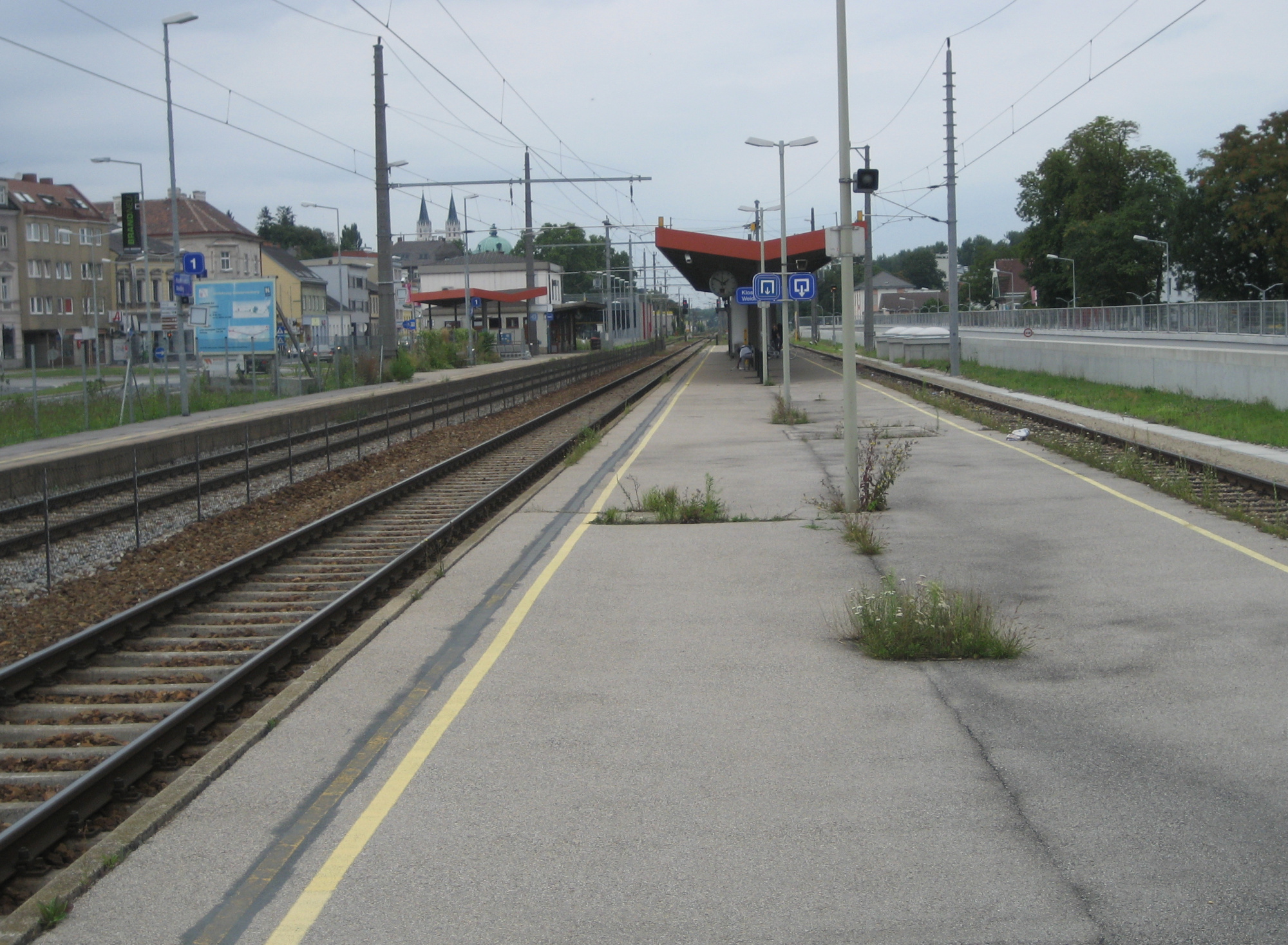
Bahnhof Klosterneuburg-Weidling an der Franz-Josefs-Bahn

### Verkehr
Klosterneuburg ist mit dem Auto von Wien aus über die Klosterneuburger Straße B 14 zu erreichen. Zwischen Klosterneuburg und der Bundeshauptstadt Wien verkehren auch regelmäßig Züge der ÖBB sowie Autobusse.
Die Schnellbahnlinie S40 fährt in 30-Minuten-Intervallen, in der Hauptverkehrszeit wird mit dem R40 ein 15-min-Takt angeboten. Entlang der Franz-Josefs-Bahn besitzt die Stadtgemeinde auch zahlreiche Bahnhöfe und Haltestellen. Diese heißen Klosterneuburg-Weidling, Klosterneuburg-Kierling, Unterkritzendorf, Kritzendorf sowie Höflein an der Donau. Auch mit dem Fahrrad kann man Klosterneuburg rasch auf dem Donau-Radweg am Nord- und Südufer erreichen. Zusätzlich bietet sich für Personen und Fahrzeuge bis 10,5 m Länge die Möglichkeit, bei Korneuburg (Tuttendörfl) mit einer Rollfähre auch vom Nordostufer der Donau (Donauufer Autobahn) nach Klosterneuburg ans rechte Ufer überzusetzen. Die nächsten Brücken liegen etwa 15 km stromauf bei Tulln und 8 km stromab in Wien mit der Nordbrücke (Donauufer Autobahn A 22) samt begleitenden Steinitzsteg (für Fuß- und Radverkehr). Ein um 1900 konzipierter donauquerender Bahntunnel wurde nicht realisiert.

### Bildung

#### Unterstufe
- 6 Volksschulen
- 1 Mittelschule
- 3 Privatschulen
- 1 Polytechnische Schule
- 1 Allgemeine Sonderschule/Sonderpädagogisches Zentrum

#### Oberstufe

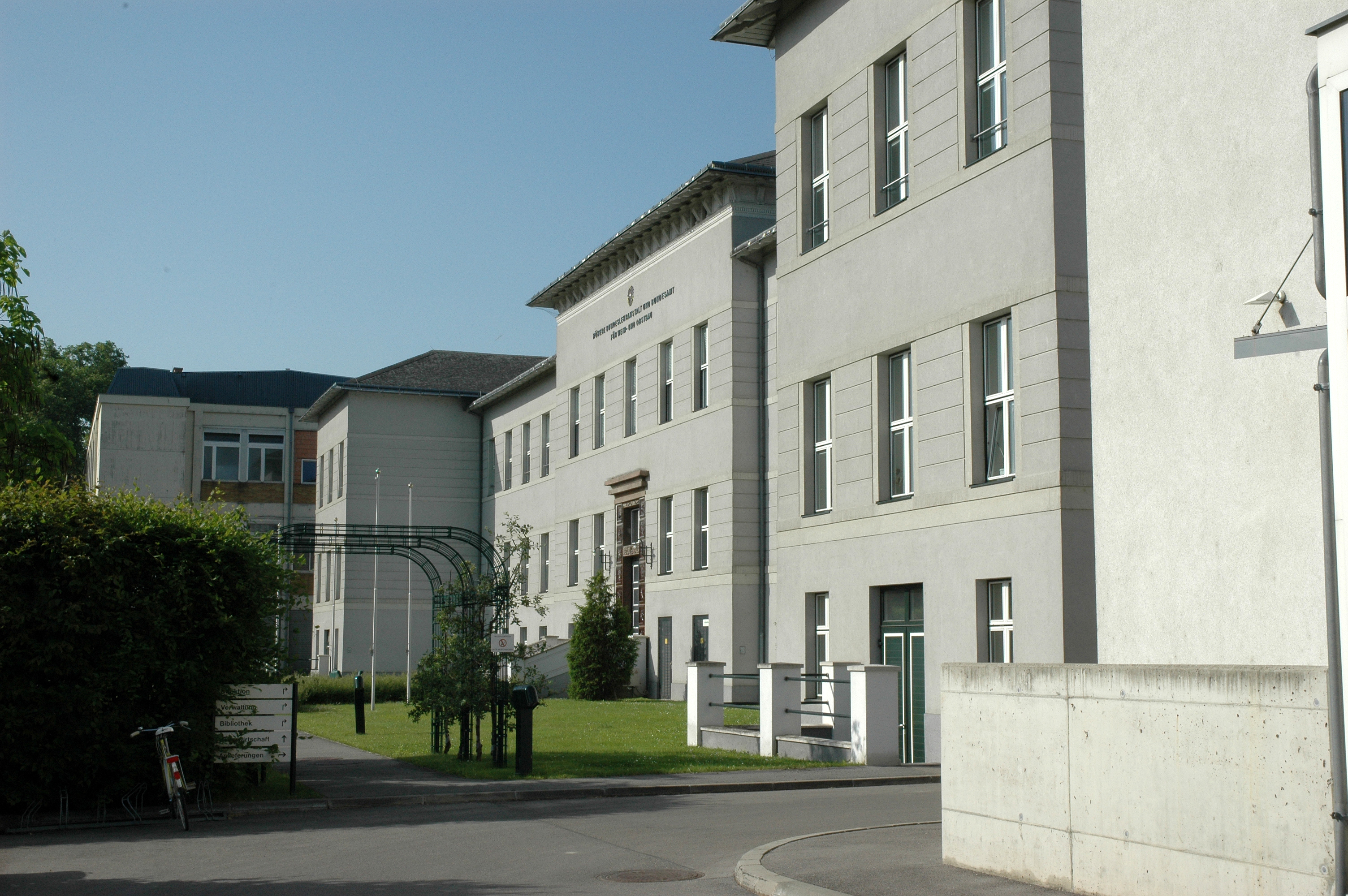
Hauptgebäude der Höheren Bundeslehranstalt und Bundesamt für Wein- und Obstbau

- Bundesgymnasium und Bundesrealgymnasium Klosterneuburg
- Privates Gymnasium Klosterneuburg
- Höhere Bundeslehranstalt und Bundesamt für Wein- und Obstbau (Hiernach ist die österreichische Methode der Mostzucker-Bestimmung beim Wein in Graden Klosterneuburger Mostwaage [°KMW] benannt, während in Deutschland dafür eine Skala in Oechsle-Graden [°Oechsle oder °Oe] verbreitet ist.)
- Sonderpädagogisches Zentrum
- Volkshochschule
- Musikschule

#### Universitäre Einrichtungen
- Institute of Science and Technology Austria (ISTA)
- Konrad-Lorenz-Institut für Evolutions- und Kognitionsforschung (KLI)

### Sicherheit

#### Polizei
Mit Auflösung des Bezirks Wien-Umgebung wurde das in Klosterneuburg beheimatete Bezirkspolizeikommando Wien-Umgebung aufgelöst. Nach wie vor ist eine Polizeiinspektion, zuständig für das Gemeindegebiet, in der Stadt etabliert.

### Gesundheit
- Geriatriezentrum Klosterneuburg der Stadt Wien

### Sport
- Pro Tennis College
- Mosquitos – Ultimate Frisbee
- BK Dukes Klosterneuburg – Basketball-Bundesliga
- Basket Dukes – Nachwuchsbasketball
- Conveen Sitting Bulls – Rollstuhlbasketball
- KSV Klosterneuburg – Gewichtheben
- Highstrike – Kickboxen
- FC Klosterneuburg – Fußball
- 1. USC Klosterneuburg – Wasserball
- OK gittis Klosterneuburg – Orientierungslauf
- Tri Klosterneuburg EKTC – Triathlon
- Normannen Klosterneuburg – Rudern
- ULC Klosterneuburg Road Runners – Laufen
- NF-Höflein – Paddeln
- 1. Klosterneuburger Tennisverein – Tennis
- ASV Klosterneuburg Tischtennis – Tischtennis
- ÖTK-Klosterneuburg – Klettern u. a. m.
- JC Klosterneuburg – Judo
- Klosterneuburg Broncos SU – American Football[20]

## Politik
Der Gemeinderat hat 41 Mitglieder. Nach den Gemeinderatswahlen hatte der Gemeinderat folgende Verteilung:
- 1990: 20 ÖVP, 12 SPÖ, 4 BGU-Grüne, 3 FPÖ und 2 Sonstige.
- 1995: 20 ÖVP, 9 SPÖ, 4 FPÖ, 4 BGU-Grüne, 2 LIF und 2 BGF–Bürgerforum Klosterneuburg.[21]
- 2000: 22 ÖVP, 9 SPÖ, 5 FPÖ, 4 BGU-Grüne und 1 LIF.[22]
- 2005: 20 ÖVP, 11 SPÖ, 5 Grüne, 2 FPÖ, 2 PUK–Plattform Unser Klosterneuburg und 1 MIK–Mütterinitiative Klosterneuburg.[23]
- 2010: 24 ÖVP, 6 SPÖ, 5 Grüne, 2 FPÖ, 2 PUK–Plattform Unser Klosterneuburg, 1 LPH–Liste Peter Hofbauer und 1 SAU–Sozial Aktiv Unabhängig.[24]
- 2015: 20 ÖVP, 6 Grüne, 5 SPÖ, 4 FPÖ, 3 PUK–Plattform Unser Klosterneuburg, 2 NEOS und 1 LPH–Liste Peter Hofbauer.[25]
- 2020: 18 ÖVP, 9 Grüne, 4 SPÖ, 4 PUK–Plattform Unser Klosterneuburg, 3 NEOS, 2 FPÖ und 1 LPH–Liste Peter Hofbauer.[26] Es wurde eine Koalition aus ÖVP und NEOS geformt.[27]
- 2025: 17 ÖVP, 6 Grüne, 5 NEOS, 5 FPÖ, 4 SPÖ und 4 PUK (Plattform Unser Klosterneuburg).[28]

### Bürgermeister
- 1912–1913 Friedrich Vogel
- 1919–1922 Wilhelm Knottek (SDAP)
- 1922–1929 Josef Schömer (CSP)
- 1936–1938 Vinzenz Goller
- nach 1945 Leopold Weinmayer (ÖVP)
- 1966–1985 Karl Resperger (ÖVP?)[29]
- 1985–2009 Gottfried Schuh (ÖVP)[30]
- 2009–2024 Stefan Schmuckenschlager (ÖVP)
- seit 2024 Christoph Kaufmann (ÖVP)[31]

### Wappen
|  | Blasonierung: „Auf rotem Schild eine silberne (weiße) Stadtmauer mit zehn Zinnen und Mauerlinien, dahinter drei Stadttürme, die äußeren mit drei Zinnen und einem quadratischen Fenster, der mittlere mit fünf Zinnen, einem (heraldisch) offenen Tor und darüber nebeneinander zwei weiteren quadratischen Fenstern.“ |
|  | |

### Städtepartnerschaften
- Göppingen (in Baden-Württemberg, circa 58.000 Einwohner): seit 1971.
- 1964 Übernahme der Patenschaft für die Sudetendeutsche Landsmannschaft in Österreich

## Persönlichkeiten

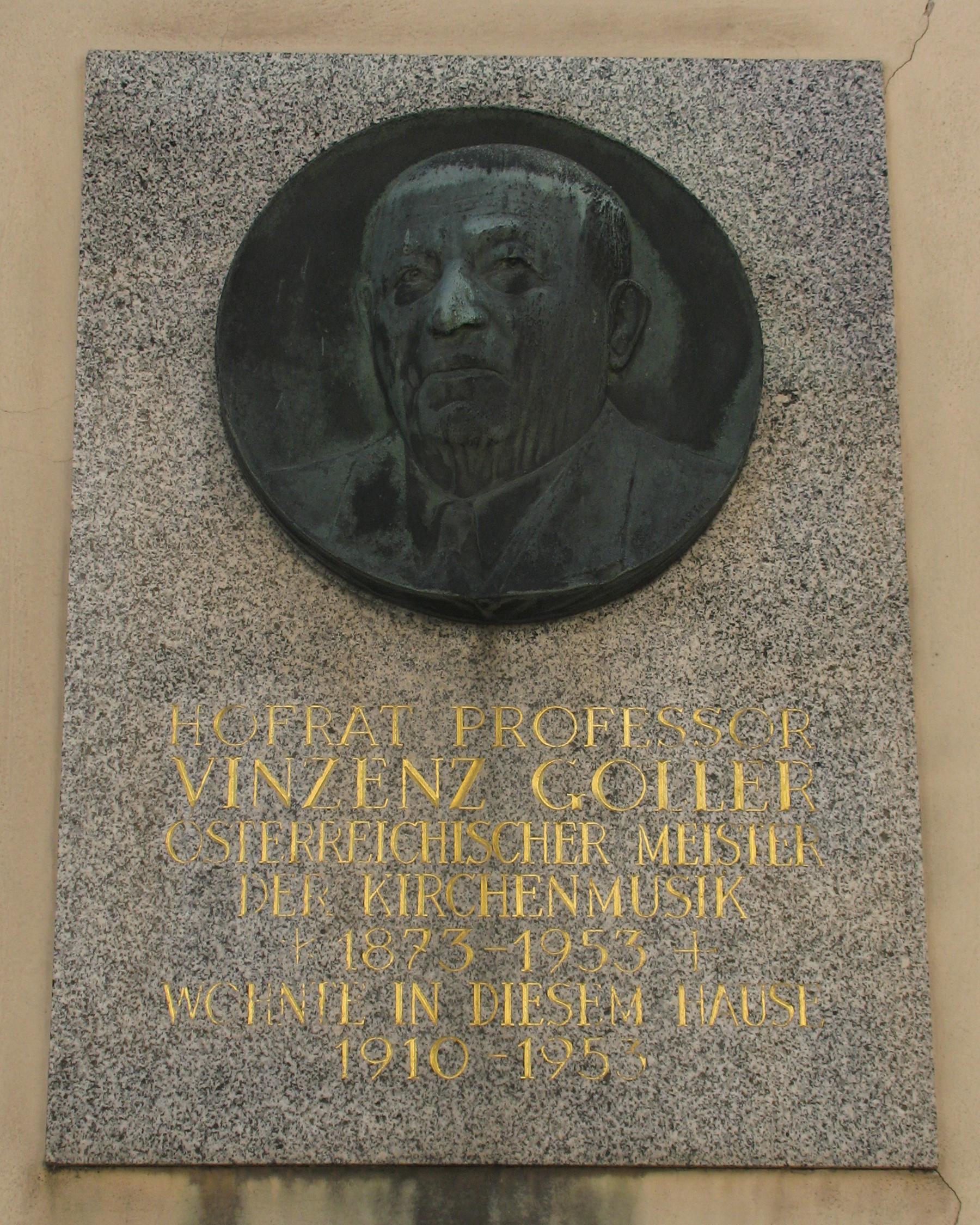
Gedenktafel für Vinzenz Goller

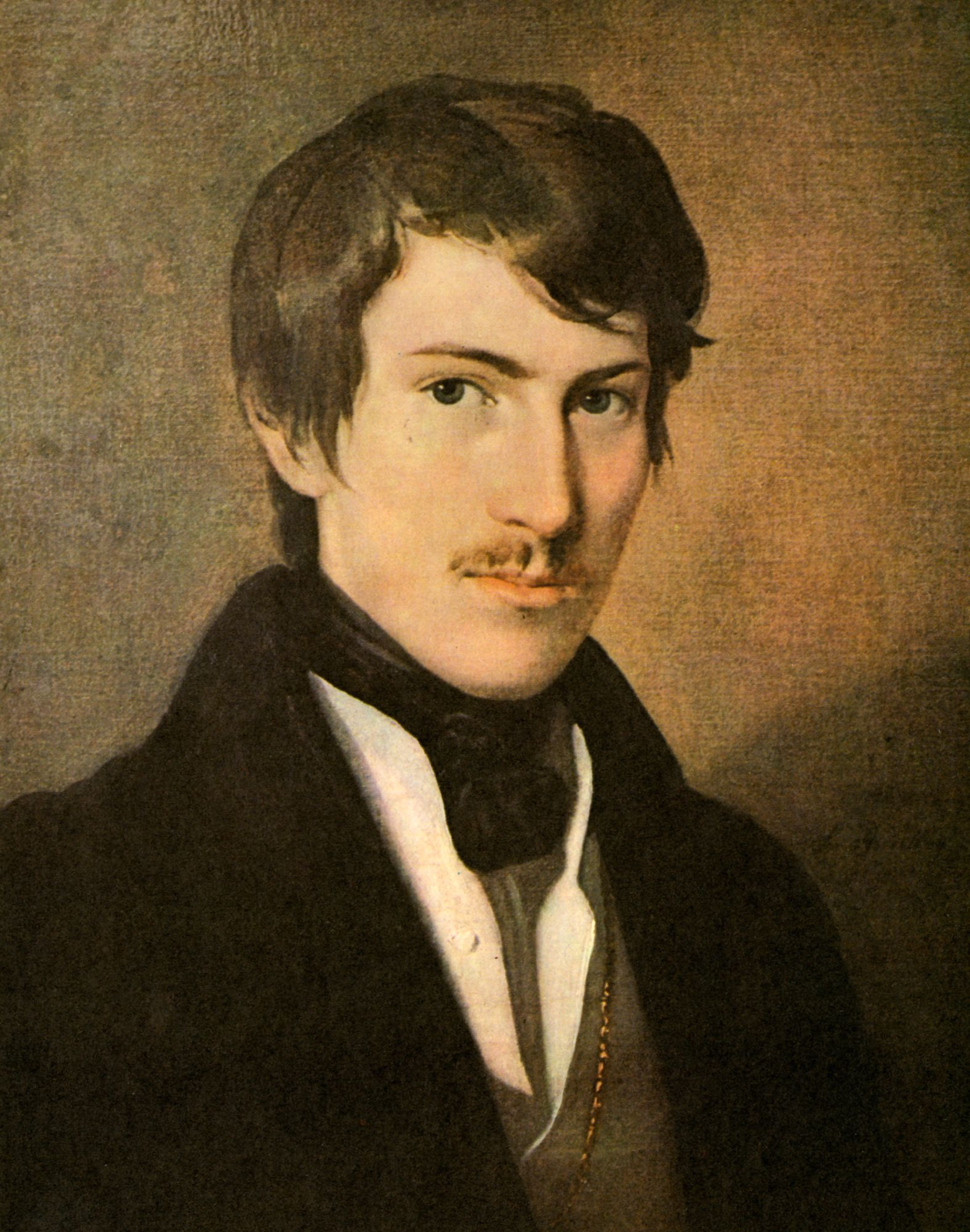
Porträt Nikolaus Lenaus

- Thomas Aigner (* 1964), Medienunternehmer (AignerMEDIA GmbH) und Lehrer, ehemaliger Hörfunk- und Fernsehmoderator
- Clementine Alberdingk (1890–1966), Malerin und Grafikerin
- Johann Georg Albrechtsberger (1736–1809), Musiktheoretiker und Komponist
- Christian Ankowitsch (* 1959), Journalist und Autor
- August Wilhelm von Babo (1827–1894), Önologe und erster Direktor der Weinbauschule, entwickelte die Klosterneuburger Mostwaage
- Hademar Bankhofer (* 1941), Gesundheitsexperte und Medizin-Journalist
- Hadschi Bankhofer (* 1971), Radiomoderator, Reporter, Entertainer, Buchautor
- Ewald Baringer (* 1955), Journalist, Schriftsteller
- August Bodenstein (1897–1976), Bildhauer und Restaurator
- Walter Breisky (1871–1944), Bundeskanzler der Ersten Republik, gestorben in Klosterneuburg
- Otto Clemens (* 1946), Schauspieler und Fernsehsprecher
- Friederica Flora Czada (1898–1999), Tänzerin, Choreografin, Regisseurin und Dozentin für Tanz[32]
- Manfred Deix (1949–2016), Karikaturist
- Erwin Domanig (1898–1985), Mediziner und Universitätsprofessor sowie Statthalter des Ritterordens vom Heiligen Grab zu Jerusalem in Österreich (1951–1961)
- Karlheinz Essl junior (* 1960), Komponist, Elektroniker und Kompositionsprofessor
- Karlheinz Essl senior (* 1939), Unternehmer und Kunstsammler
- O. W. Fischer (1915–2004), Schauspieler
- Otto von Freising (um 1112–1158), mittelalterlicher Geschichtsschreiber, Sohn von Leopold III. und Agnes, Bischof von Freising, Bruder von Heinrich Jasomirgott
- Max Frey (1902–1955), Landschafts- und Porträtmaler sowie Entwurfszeichner für Gobelins
- Udo Fries (* 1942), Anglist, Linguist und Hochschullehrer
- Herwig Friesinger (* 1942), Archäologe
- Vinzenz Goller (1873–1953), Komponist und Bürgermeister von Klosterneuburg (1936–1938)
- Sabine M. Gruber (* 1960), Schriftstellerin
- Peter Grünwald (* 1964), Brigadier
- Itze Grünzweig (* 1956), Maler, Musiker und Schauspieler
- Adele Haas (* 1939), Kammersängerin
- Doris Hahn (* 1981), Politikerin (SPÖ)
- Marianne Haitinger (* 1906 in Wien), Schriftstellerin, lebte in Weidling und erhielt 1974 das Goldene Stadtwappen von Klosterneuburg[33]
- Erhard Hartung von Hartungen (1819–1893), Arzt und Homöopath, gestorben in Weidling
- Ernst Herbeck (1920–1991), Lyriker
- Alexander Hoffelner (* 1990), Schauspieler, Sprecher und Theaterpädagoge
- Anton Höslinger (* 1970), römisch-katholischer Priester und 67. Propst des Stiftes Klosterneuburg
- Herbert Hüpfel (1928–2017), „Koch der Könige“, Küchenchef im Hotel Inter-Continental, Präsident des Verbandes der Köche Österreichs
- Franz Kafka (1883–1924), Schriftsteller, starb 1924 im Sanatorium Kierling (Gedenkstätte)
- Franz Sales Kandler (1792–1831), Beamter und Musikwissenschaftler
- Rudolf Kautek (1933–2006), Theater- und Hörspielregisseur und Schauspiellehrer
- Hans Kietaibl (1911–1999), Schulleiter, Volkskundler
- Werner Kitlitschka (1938–2018), Kunsthistoriker
- Leopold Knebelsberger (1814–1869), Komponist des Andreas-Hofer-Liedes („Zu Mantua in Banden“), geboren in Klosterneuburg
- Otto Koenig (1914–1992), Verhaltensforscher
- Pia König (* 1993), Tennisspielerin
- Wladimir Kolda (1875–1934), Gründer der ersten privaten Autobuslinie der k.u.k. Monarchie (1911: Nussdorf-Maria Gugging), Bürgermeister von Kierling
- Michael Konsel (* 1962), ehemaliger Fußball-Nationaltorhüter (Kritzendorf)
- Georg Kulka (1897–1929), Schriftsteller, geboren in Weidling
- Otto Laaber (1934–1973), Lyriker
- Karl Borromäus Landsteiner (1835–1909), Prälat, Bezirksschulrat, Schriftsteller
- Robert Langer (* 1973), Basketballtrainer, geboren in Klosterneuburg
- Hans Ledwinka (1878–1967), Autokonstrukteur, geboren in Klosterneuburg
- Floridus Leeb (1731–1799), Rektor der Universität Wien und Propst des Chorherrnstiftes Klosterneuburg
- Nikolaus Lenau (1802–1850), Dichter (Biedermeier), begraben auf dem Friedhof Weidling
- Johannes Marian (* 1962), Pianist, Professor an der Universität für Musik und darstellende Kunst Wien
- Johanna Mikl-Leitner (* 1964), Politikerin (ÖVP) und Landeshauptfrau von Niederösterreich – wohnt in Klosterneuburg.
- Katharina von Mosel (1789–1832), Pianistin, Organistin, Komponistin und Schriftstellerin
- Leo Navratil (1921–2006), Psychiater, Erforscher der zustandsgebundenen Kunst
- Helmut Neumann (* 1938), Komponist, Kompositionsprofessor, Celloprofessor, Konservatoriumsdirektor
- Martin A. Nowak (* 1965), Biologe und Mathematiker
- Fritz Paplham (1888–1958), Fotograf und Landschaftsmaler
- Pius Parsch (1884–1954), Theologe und Augustiner-Chorherr
- Herwig Pecoraro (* 1957), Opernsänger
- Gustav Peichl (1928–2019), Architekt und Autor, Karikaturist „Ironimus“
- Markus Peichl (* 1958), Journalist und Medienunternehmer
- Johann Pettenauer (1902–1985), Vizebürgermeister und niederösterreichischer Landtagsabgeordneter
- Ernst Plischke (1903–1992), Architekt
- Franz Poledne (1873–1932), Maler und Illustrator, lebte und starb in Klosterneuburg
- Franz Polzer (1875–1930), Stiftsarchitekt, Wagnerschüler, Mitglied in der Vereinigung heimischer Künstler und im Hagenbund, Planer des Strandbades in Klosterneuburg
- Herbert Prohaska (* 1955), Fußballer des Jahrhunderts, Nationaltrainer, wohnhaft in Kierling
- Thomas Wolfgang Puechenegger (1611–1674), Jurist und Bürgermeister von Wien
- Susanne Pumper (* 1970), Langstreckenläuferin
- Alexander Putz (* 1963), seit 1. Jänner 2017 Oberbürgermeister in Landshut (Deutschland)
- Karl Rahm (1907–1947), SS-Obersturmführer, Lagerkommandant des Ghettos Theresienstadt, 1947 zum Tode verurteilt.[34]
- Christoph Rainer (* 1985), Regisseur, Drehbuchautor und Initiator des Klosterneuburger Kurzfilmfestivals „Shortynale“
- Emerich Ráthay (1845–1900), Önologe und Direktor der k.u.k. Oenologischen und Pomologischen Lehranstalt, begründete in Österreich die Schädlingsforschung im Weinbau
- Hans Reiter (1921–1992), Mathematiker, wohnte hier über viele Jahre
- Otto Riedel (1906–1991), Maler und Zeichner
- Gerhard Rill (1927–2015), Archivar
- Floridus Röhrig (1927–2014), Historiker und Augustiner-Chorherr
- Edmund Rothansl (1876–1937), Professor, Bildhauer, Maler, Schöpfer vieler Denkmäler
- Rosalia Rothansl[35] (1870–1945), Erste Professorin an der Kunstgewerbeschule (1924), „Marienornat“ im Stift Klosterneuburg
- Nikola Rudle (* 1992), Schauspielerin
- Stefan Ruzowitzky (* 1961), Regisseur (Oscar-Preisträger 2008)
- Hans Heinz Sadila-Mantau (1896–1986), Journalist, Schriftsteller und Kulturfunktionär
- Volker Schmidt (* 1976), Schauspieler, Regisseur und Autor
- Johannes Schmuckenschlager (* 1978), Politiker (ÖVP), Nationalratsabgeordneter
- Stefan Schmuckenschlager (* 1978), Politiker (ÖVP), Bürgermeister von Klosterneuburg
- Karin Schnass (* 1980), Mathematikerin und Professorin an der Universität Innsbruck
- Peter Schneider (* 1991), Eishockeyspieler
- Roman Karl Scholz (1912–1944), Widerstandskämpfer gegen das Dritte Reich
- Annemarie Schweeger-Hefel (1916–1991), Ethnologin
- Gerhard Seibold (* 1943), Gymnasialprofessor, Kanute, Weltmeister und Olympiadritter
- Siegfried Selberherr (* 1955), Professor für Mikroelektronik
- Helmut Senekowitsch (1933–2007), Fußballer und Nationalteamtrainer („Wunder von Córdoba“)
- Felix Stainach, Hofrat und Ehrenbürger[36]
- Heinz-Christian Strache (* 1969), Politiker (FPÖ)
- Philippa Strache (* 1987), Model, Fernsehmoderatorin, Politiker (parteilos, ehemals FPÖ)
- Bernhard Studlar (* 1972), Dramatiker und Theaterautor
- Mirjam Unger (* 1970), Hörfunkmoderatorin und Regisseurin
- Adolf Wala (* 1937), Generaldirektor und Präsident der Österreichischen Nationalbank
- Ridi Walfried (1891–1979), Schauspielerin, Bühnenstückautorin und Drehbuchautorin
- August Walla (1936–2001), Künstler
- Harry Weber (1921–2007), Fotograf
- Jürgen Weil (1939–2020), Physiker und Schriftsteller
- Wolfgang Weil (1912–1944/45), Schachspieler

## Benennungen
Nach der Stadt benannt sind:
- die ehemalige Alpenvereinshütte Klosterneuburger Hütte oberhalb Oberzeiring
- die Klosterneuburger Mostwaage zur Bestimmung des Zuckergehalts in Most
- Klosneuvirinae (Klosneuviren), Unterfamilie von Riesenviren; deren ersten Vertreter aus der Kläranlage Klosterneuburg stammten (Veröffentlichung 2017); ein weiterer ist das ebenfalls dort gefundene und 2024 beschriebene Naegleriavirus.
- Klosterneuburgvirus, Gattung in der Familie Salasmaviridae. Der zugehörige Bacillus-Phage MG-B1 wurde an dem in Klosterneuburg ansässigen Institute of Science and Technology Austria (ISTA) im Waldbodenbakterium Bacillus weihenstephanensis MG1 gefunden.

## Bilder

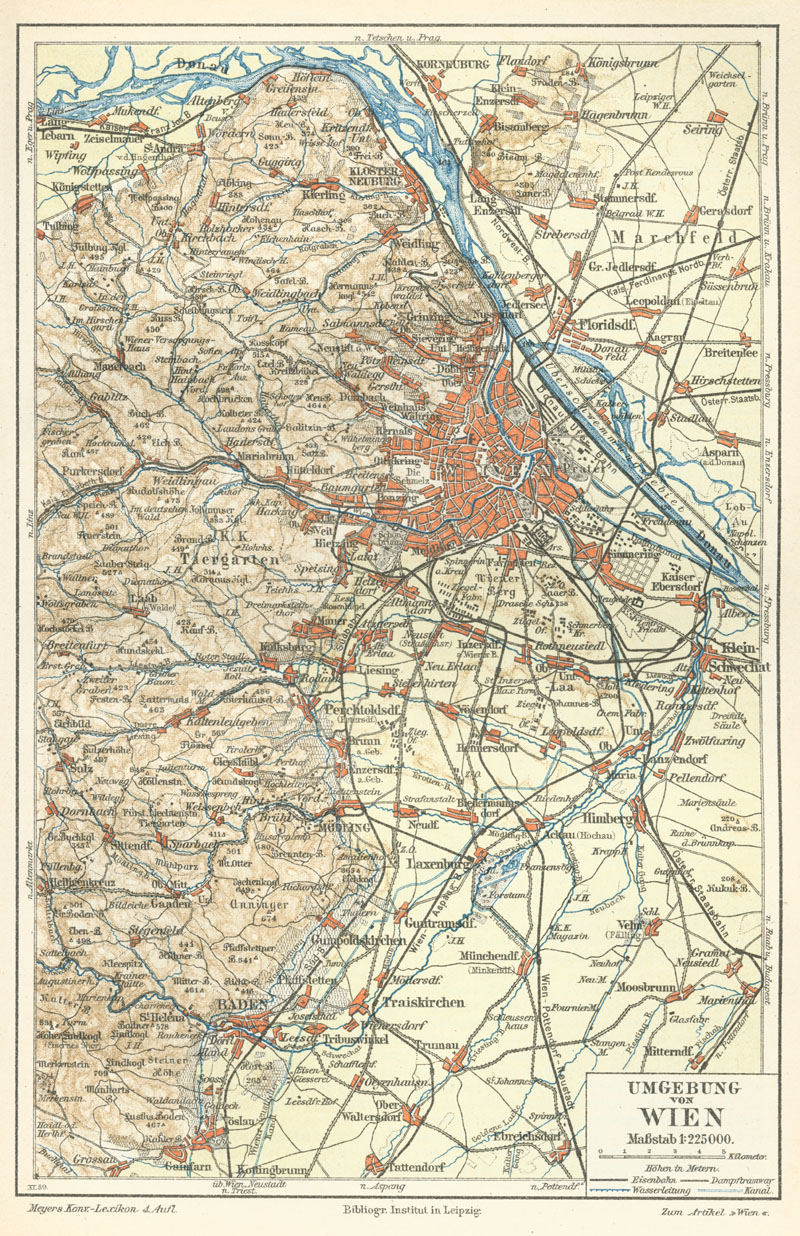
Historische Karte (um 1888)

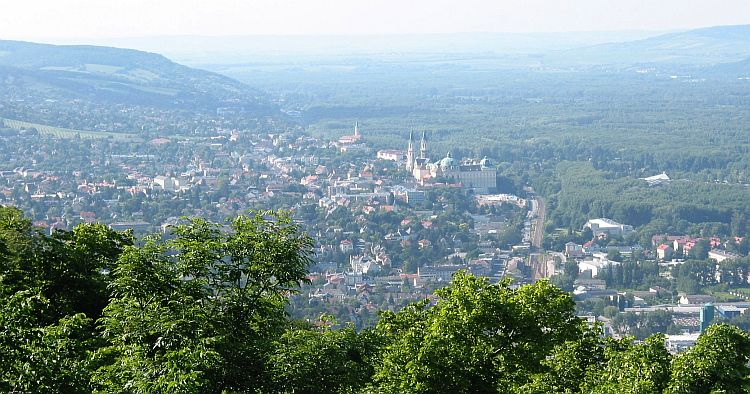
Blick auf Klosterneuburg
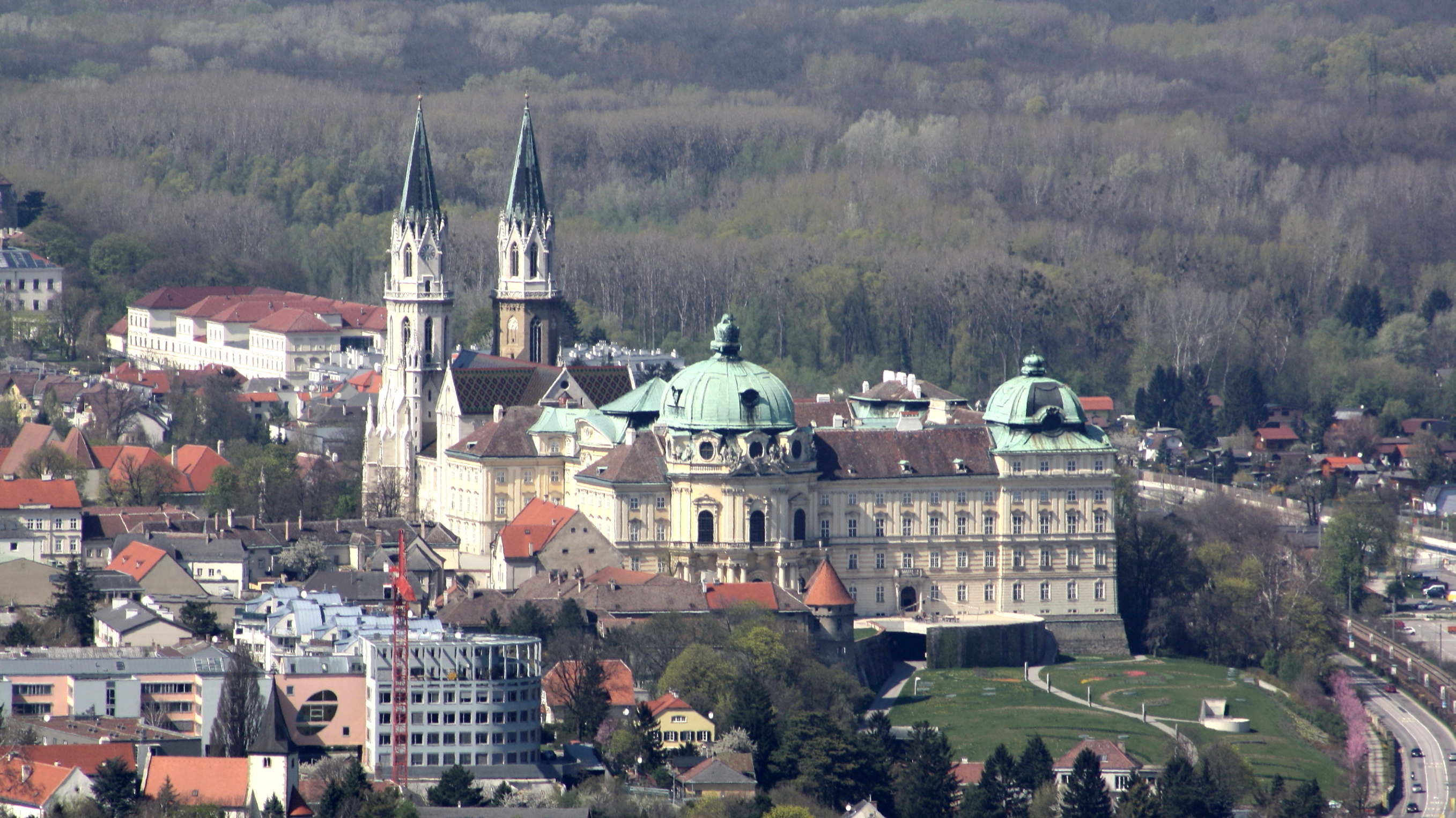
Stift Klosterneuburg
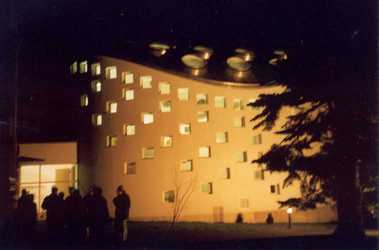
Die Evangelische Kirche (1995)

Die Umgebung von Klosterneuburg in der Landesaufnahme um 1872
Nordwesten (Kritzendorf, Gugging, Greifenstein)
Nordosten (Bisamberg)
Südwesten (Weidling, Kahlenberg)
Südosten (Kahlenbergerdorf, Langenzersdorf)